# Pierrick Berteloot
Pour les articles homonymes, voir Berteloot.
Pierrick Berteloot, né le 11 janvier 1999 à Dunkerque (Nord), est un homme politique français.
Membre du Rassemblement national, il est élu député dans la 15e circonscription du Nord lors des élections législatives de 2022. Il siège au sein du groupe RN et est membre de la commission de la Défense nationale et des Forces armées de l'Assemblée nationale.
Il est également conseiller régional des Hauts-de-France depuis 2021 et fut conseiller municipal de Bourbourg de 2020 à 2022.
À la suite de la dissolution de l'Assemblée nationale et des élections législatives de 2024, il se présente à nouveau et perd face à Jean-Pierre Bataille (DVD).

## Biographie
Pierrick Berteloot est né le 11 janvier 1999 à Dunkerque. Il est l'arrière-petit-fils du résistant Louis Maniez, tué par les Allemands le 4 septembre 1944, en l'honneur duquel le pont Louis-Maniez, situé à Bourbourg, a été baptisé.
En 2013, il intègre le lycée professionnel maritime de Boulogne-sur-Mer, où il est victime de harcèlement en raison de son surpoids et de son homosexualité. Il est ensuite matelot et employé d’une compagnie de ferries entre la France et l’Angleterre. Il envisage un temps d’intégrer l’École nationale supérieure maritime pour devenir officier chef de quart passerelle mais choisit finalement de se lancer en politique.

## Carrière politique
En 2020, il est candidat aux élections municipales à Bourbourg, sur la liste d'Éric Gens, qui l'emporte au second tour sur celle du maire sortant, Francis Bassemon, avec 51,01 % des voix. Élu conseiller municipal, il devient en outre délégué aux Cérémonies patriotiques et militaires et aux Cimetières.
En 2021, il est investi par le Rassemblement national candidat aux élections régionales dans les Hauts-de-France, sur la liste départementale du Nord conduite par Sébastien Chenu. En raison de son nouveau mandat électoral, le maire de Bourbourg lui retire ses délégations. Figurant en septième position sur la liste départementale, il est élu conseiller régional.
En juin 2022, il est élu député de la 15e circonscription du Nord à l'issue des élections législatives, en obtenant 54,09 % des suffrages contre 45,91 % pour son adversaire de la coalition de gauche Nupes, Émilie Ducourant. Il insiste sur le fait de ne pas avoir rejoint « le FN de Jean-Marie Le Pen » et affirme vouloir s'investir « pour la cause LGBT et contre le racisme », tout en défendant la ligne de son parti sur la question de l'immigration.